# 新托梅希爾

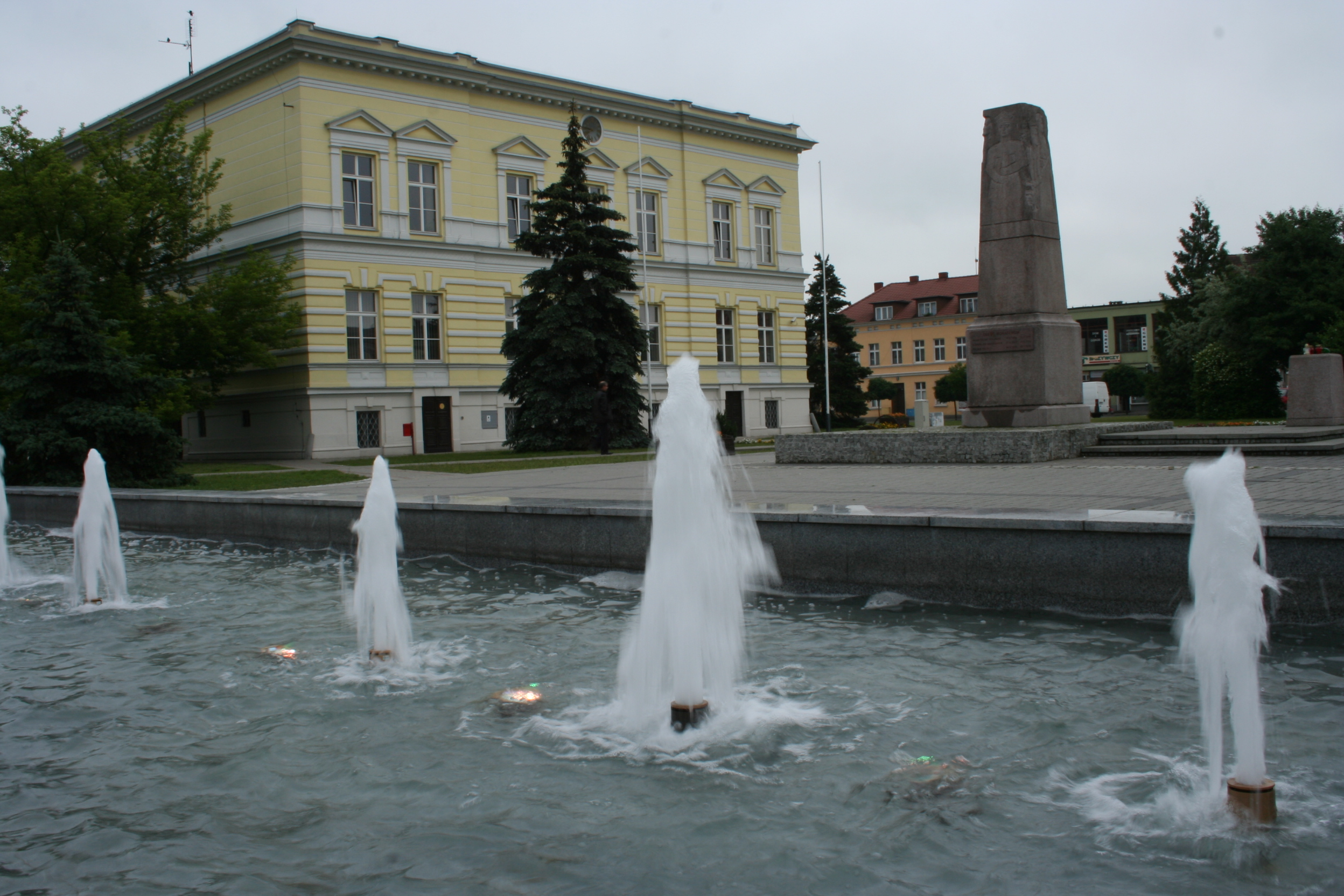

新托梅希爾是波蘭的城鎮，位於該國西部，由大波蘭省負責管轄，面積5.2平方公里，海拔高度70米，2006年人口15,225。在第二次瓜分波蘭中，該鎮在1793被納入普魯士王國管治範圍。
52°19′N 16°09′E / 52.317°N 16.150°E